# 1663 ван ден Бос
1663 ван ден Бос (1663 van den Bos) — астероїд головного поясу, відкритий 4 серпня 1926 року.
Тіссеранів параметр щодо Юпітера — 3,608.
Названо на честь Віллема Гендріка ван ден Боса (нід. Willem Hendrik van den Bos, 1896 — 1974) — нідерландського астронома.